# Majorshof (Worms)
Als Majorshof wurde ein bedeutendes Wohn- und Stadthaus im Stil einer großzügig gestalteten Villa bezeichnet, unweit des Doms in der Stadtmitte von Worms. Es wurde am 21. Februar 1945 bei einem alliierten Luftangriff auf Worms, gegen Ende des Zweiten Weltkriegs, vollständig zerstört und danach nicht wieder aufgebaut. Auf dem Gelände befindet sich heute die Hauptgeschäftsstelle der Sparkasse Worms-Alzey-Ried.

## Geschichte

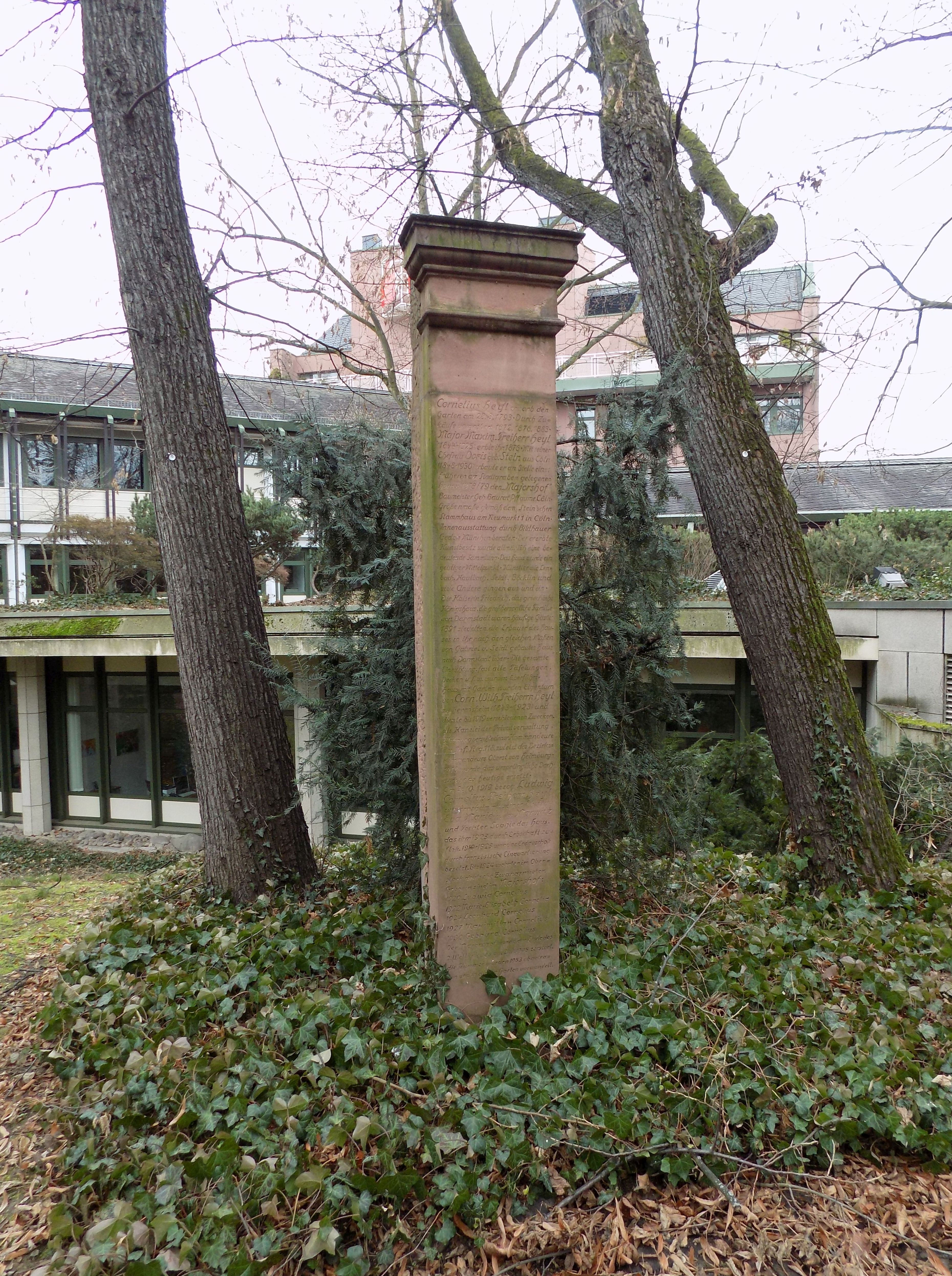
Stele auf dem Grundstück des Majorshofs

Das Gebäude, das im Stil der Neorenaissance errichtet und 1880 fertiggestellt wurde, befand sich auf einem parkähnlich angelegten Grundstück, das nach den Plänen des Frankfurter Gartenbauarchitekten Heinrich Siesmayer angelegt wurde. Es entstammte den Entwürfen des Kölner Architekten Hermann Otto Pflaume, der es, in Zusammenarbeit mit dem Münchner Innenarchitekten Lorenz Gedon, für den Wormser Unternehmer und Mäzen Maximilian von Heyl errichten ließ. Heyl verkaufte die stadtbildprägende Villa an seinen Bruder Cornelius Wilhelm, als er 1890/91 nach Darmstadt zog. Nach dessen Tod hielten die neuen Eigentümer an der Bezeichnung Majorshof fest, die ursprünglich gewählt wurde, um eine Verbindung zum Dienstgrad des Bauherren Heyl herzustellen, den er im Krieg gegen Frankreich 1870/71 innehatte.
Des Weiteren stellte der Majorshof einen bedeutenden Treffpunkt auf künstlerischer Ebene in der Stadt dar.
Die Reste des Gebäudes wurden komplett abgetragen, eine Stele auf dem Grundstück und Reste der Einfriedung sind letzte bauliche Zeugnisse des Majorshofs vor Ort.